# Зморка Шевкет Якубович
Зморка Шевкет Якубович — видатний український музикант кримськотатарського походження, акордеоніст. Один із небагатьох виконавців, які володіють на високому рівні різними напрямками та жанрами музики. Музичні жанри: народна музика, етно-джаз, класична музика, музика сучасних композиторів.

## Біографія
Народився 17 грудня 1977 року у с. Горне, Сари-Агачського району, Чимкентської область, Республіки Казахстан. 1995 року повернувся на історичну батьківщину кримських татар до Криму. З 2004 до 2009 р. проживав і працював за кордоном. З 2014 року мешкає у місті Васильків Київської області, Україна.

## Освіта
Дитяча музична школа 1987—1992 рр смт. Капланбек, Сари-Агачський р-н, Чимкентська обл.,Республіка Казахстан
Кримське училище культури 1995—1998 рр м. Сімферополь, АР Крим, Україна
Кримський університет культури і мистецтв 2011—2013 рр. м. Сімферополь, А.Р Крим, Україна

## Творчість
Учасник багатьох музичних телепроєктів, музичних фестивалів в Україні та за кордоном. Сольна концертна діяльність, а також у складі багатьох гуртів. У 2017 році зародився квартет, до складу якого входять найталановитіші музиканти України: Олег Донич(кларнет, пан-флейта, укр.сопілка), Дмитро Коваленко (акустична гитара)-2017-2019 р.,Євген Седько(акустична гитара), Айк Єгіян(перкусія, барабани). Співпраця з відомими артистами і музикантами такими, як співачка Саріт Хадад(Ізраїль), Дона Михайлова(Болгария), співачка та музичний продюсер Zanna(Бразилія), співачка, Народна артистка України Джамала(Україна), гитарист, Народний артист України Енвер Ізмайлов(Україна), легендарний джазовий гитарист Norman Brown(США), гитарист Петар Василев(Болгария), Актор театру і кіно, Народний артист України Олексій Горбунов, (Україна), продюсер і композитор Руслан Квінта, (Україна), співак Олег Михайлюта(ТНМК), Україна, співак, Народний артист України Сергій Фоменко(Фома), та багато інших.